# Львовский, Зиновий Давыдович
Зиновий Давыдович Львовский (19 февраля 1881, Елисаветград, Херсонская губерния — 12 октября 1943, концлагерь Освенцим, Польша) — российский и французский литератор, переводчик.

## Биография
По образованию инженер-технолог.
Занимался переводами на русский язык с английского, французского, немецкого, норвежского языков, в основном — произведений Джека Лондона, О. Генри и Эдгара По.
В 1920-е годы проживал в Ленинграде по адресу ул. Белинского, 11.
Во второй половине 1926 года эмигрировал во Францию, где переводил на французский язык с немецкого и английского, в частности, Эптона Синклера.
После оккупации Германией Франции 21 июня 1941 года как иностранный подданный еврейского происхождения арестован в пригороде Парижа, 7 октября 1943 года этапирован в концлагерь Освенцим, где спустя несколько дней погиб.

## Сочинения
- Безнравственная женщина : Комедия в 1 д. Зин. Львовского : (Сюжет заимствован из рассказа Джека Лондона «A wicked woman»). — Б.м., ценз. 1916. — 9 с. ; 26 см.
- В купальне: (В открытом море) : Пьеса в 1 д. [по Гренэ-Данкуру] / Пер. Зин. Львовского. — Санкт-Петербург : Театр. новинки, 1912. — 9 с. ; 28 см. I. Грене-Данкур, Эрнест
- Вне жизни : Драм. этюд в 1 д. / З. Львовский. — Санкт-Петербург: изд. журн. «Театр и искусство», [1912]. — 11 с. ; 29 см.
- «Ж» (Женщина, как таковая) : Пьеса в 1 д. Зин. Львовского. II. Брачные ужасы : Пьеса в 1 д. / Пер. Зин. Львовского. — Санкт-Петербург : изд. при посредстве Комисс. отд. при Союзе драм. и муз. писателей, [1915]. — 8, 12 с. ; 26 см.
- Дела любовные : Комедия в 1 д. Зин. Львовского. — [Санкт-Петербург, 191-?]. — 6 с.; 25 см.

## Переводы
- По Э. А. Человек системы, 1840. The Business Man. Перевод Зиновия Львовского (1912).
- Джек Лондон. Смок Белью. — Петроград: Изд-во «Мысль», 1924.
- Джеймс Оливер Кервуд. Золотоискатели. Перевод Зиновия Львовского (1925). Переиздано: «Славянка», М., 1992.
- Джеймс Оливер Кервуд. Северный цветок. The Flower of the North (1912). Перевод с английского Зин. Львовского (1926).
- Джеймс Оливер Кервуд. Там, где начинается река. The River’s End (1919). Перевод с английского Зин. Львовского (1926).